# Riespach
Riespach é uma comuna francesa na região administrativa de Grande Leste, no departamento Alto Reno. Estende-se por uma área de 7,6 km². Em 2010 a comuna tinha 675 habitantes (densidade: 88,8 hab./km²).